# Фестхале (Франкфурт на Майн)
„Фестхале“ е зала, намираща се във Франкфурт на Майн, Германия. Построена е през 1908 г.
Има капацитет до 15 179 души. Залата се ползва както за спортни, така и за музикални прояви.
Във Фестхале са пели много известни певци и групи като: „Куийн“, „Ю Ту“, Джъстин Тимбърлейк, Шакира, Кайли Миноуг, OneRepublic и други.